# 영국 2004년 낙후 지수
영국 2004년 낙후 지수(영어: The English Indices of deprivation 2004, ID 2004)는 소지역 단위의 낙후 지수로서 영국 지역사회 지방정부부(DCLG)에서 개발하여 발표한 자료다.
특히 낙후 단위 요소가 지도에 바로 나타나게 만들어 영국내 지역 단위 빈곤 정도를 바로 알 수 있게 했다. 비용 편익 분석 결과표를 통해 직접 낙후도를 측정하고, 낙후도를 도상에 포함하는 방법이 특징이다.
ID 2004는 지수는 지역지표로 부르는 일곱 종류의 낙후 단위로 구성되어 있다. ID 2004로 알려져있지만, 실제로는 2001년 자료로 되어있다.

## 지표
- 소득

한 지역의 소득 박탈을 겪고 있는 인구수 비율 파악
- 취업

노동 가능 연령대 대비 질병이나 가정 문제로 실직이나 미취업 상태인 인구의 고용 박탈 비율
- 건강과 장애

조기 사망률, 질병이나 장애로 삶의 질이 상대적으로 낮은 지역
- 교육, 기술과 훈련

그 지역의 교육, 기술, 훈련의 박탈 정도를 파악하는 단위로 2가지 보조 단위가 있는데, 아동과 청소년의 학업 미달도 및 기술 자격 취득 미달 비율이다. 이 단위는 각 지역내 교육 기회의 흐름과 정체 상태를 반영하기 위해 설정되었다. 아동과 청소년의 보조 단위는 자격 취득 미달 비율을 측정하고 기술 보조 단위는 거주자의 취업 연령 성인 인구의 박탈도를 측정한다.
- 주택과 생활 장애

주택과 주요 지역 생활 장애를 측정하기 위한 단위이다. 2개의 보조 단위로 나뉘는데 ‘지리적 장벽’과 ‘격리 장벽’으로 부담 할 수 있는 주택 접근성을 포함한다.
- 주거환경

주거 상태를 측정하는 실내 주거 환경 단위와 공기 상태와 도로 교통 사고를 측정하는 실외 주거 환경 단위.
- 범죄

네 가지 주요 범죄 발생 비율 - 절도, 강도, 상해, 폭력
각 단위는 총 27 종류의 지표로 되어있다. 수입 단위 취합을 위해 2가지 보조 지수가 만들어졌다. 아동과 관련된 수입 박탈 단위와 성인 성취도와 관련한 수입 박탈 단위이다.

## 조사단위
영국 2004년 낙후 지수는 LSOAs(Lower layer Super Output Area) 단위로 조사했다.
SOA(Super Output Areas)는 영국 2001년 총 인구 조사때부터 국가통계사무소(ONS)에서 쓰였다.
여기에는 2개 층이 있는데, 기본이 되는 낮은 지표는 워드 혹은 최소 인구 1,000명과 400 세대 보다 작다. 중간 층은 최소 인구 5,000명 과 2,000세대를 포함한다.
SOA에 더해서 ID 2004는 지역 단위, 카운티 단위와 기초 사회 보장(PCT) 단위로 측정해서 요약발표 되었다.

## 같이 보기
- 영국 2007년 낙후 지수